# سنجش فروسرخ در مارها

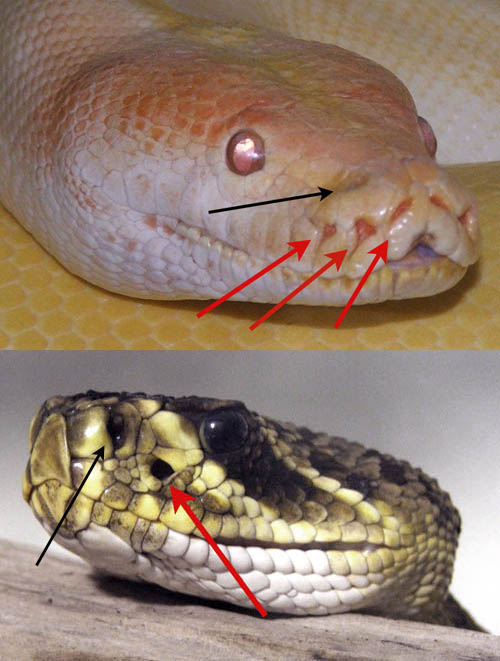
یک مار پیتون (بالا) و مار زنگی که موقعیت اندام‌های رخ‌چاله را نشان می‌دهد. فلش‌هایی که به اندام‌های گودال اشاره می‌کنند قرمز هستند. یک فلش سیاه به سوراخ بینی اشاره می‌کند.

توانایی درک تابش گرمایی فروسرخ به‌طور مستقل در دو گروه مختلف از مارها، یکی از خانواده‌های اژدرماران (بوآها) و پایتونان (پایتون‌ها) و دیگری از خانواده Crotalinae (افعی‌های رخ‌چاله‌ای) تکامل یافته‌است. چیزی که معمولاً اندام رخ‌چاله نامیده می‌شود به این جانوران اجازه می‌دهد اساساً گرمای تابشی را در طول موج‌های بین ۵ تا ۳۰ میکرومتر را ببینندحس فروسرخ پیشرفته‌تر افعی‌های رخ‌چاله به این جانوران اجازه می‌دهد که حتی در نبود نور به طعمه ضربه بزنند و اجسام گرم را از فاصله چند متری تشخیص دهند. در گذشته تصور می‌شد که این اندام‌ها عمدتاً به عنوان آشکارساز طعمه تکامل یافته‌اند، اما شواهد اخیر نشان می‌دهد که ممکن است در تنظیم حرارت و تشخیص شکارچی نیز استفاده شود و آن را به یک اندام حسی چندمنظوره بیشتر از آنچه که تصور می‌شد تبدیل می‌کند.

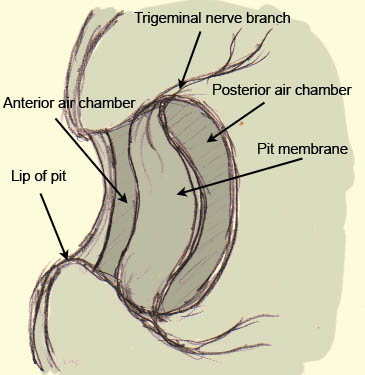
نمودار اندام رخ‌چاله کروتالین